# Job Dragtsma
Job Dragtsma (Alkmaar, 23 oktober 1955) is een Nederlands voetbaltrainer.
Dragtsma begon zijn trainerscarrière bij amateurclub CSV Jong Holland in Alkmaar en coachte daanra Vitesse'22 (Castricum), Z.A.P., en AFC'34 (Alkmaar). In de tussentijd behaalde hij zijn diploma Coach Betaald Voetbal, waarna hij bij AZ in Alkmaar aan de slag ging als coach van het tweede team. Daarna werd hij als hoofdcoach aangetrokken door FC Volendam. Zijn dienstverband hier eindigde na een half jaar vanwege een meningsverschil omtrent het transferbeleid, oftewel het gebrek aan budget.
Dragtsma vertrok samen met Joop Lensen, destijds hoofd opleiding en scouting van AZ, naar Fenerbahçe in Turkije om daar de jeugdopleiding te verbeteren. In 2007 tekende hij een contract voor twee jaar als hoofdtrainer bij FC Inter Turku, spelend in de Veikkausliiga, waar hij René van Eck opvolgde. Onder Dragtsma won Inter in 2007 de beker en in 2008 voor het eerst in haar bestaan het Finse kampioenschap. In 2009 won hij opnieuw de Finse beker. In september 2010 verlengde hij zijn contract bij Inter tot medio 2016, maar het lukte hem in de volgende jaren niet om opnieuw een prijs te winnen met de club. In mei 2016 stapte hij na tien speelronden in de competitie op. Eind mei 2016 verliet Dragtsma Inter Turku, om aan het werk te gaan bij het Alkmaarse AFC'34. Aan het eind van seizoen 2023/24 stopte hij.

## Prijzen als trainer
- Beker van Finland 2007, 2009 (FC Inter Turku)
- Landskampioen van Finland 2008 (FC Inter Turku)